# フライドコーク
フライドコーク(Fried Coke、Deep Fried Sodaとも)は、凍らせたコカ・コーラ風味の生地を油でたっぷり揚げた後、コカ・コーラのシロップ、ホイップクリーム、シナモンシュガー、サクランボをトッピングしたもの。2006年テキサス州のステート・フェア・オブ・テキサスで発明家Abel Gonzales Jr. により考案された。Gonzalesは後のテキサス州ステート・フェアで揚げバターや揚げビールも作っている。この調合は食品のベンダー間で行われた第2回年次審査で"Most Creative"（最も創造的）というタイトルを獲得した。テキサスで非常に人気となり、最初の2週間で10,000カップを売り上げた。他の州にも急速に広がり、2007年には少なくとも47の州のステート・フェアに出た。現在では世界中で売られている。2009年、Travel ChannelのBizarre Foods with Andrew Zimmernで紹介された。推定カロリーは、1カップあたり830カロリー(3,500 kJ)である。

## バリエーション
2006年に考案されてから、様々な種類のソーダやトッピングを用いた他のバリエーションが出ている。2007年のインディアナ・ステート・フェアに関するニューヨーク・タイムズの記事では、油で揚げたペプシを革新的と述べている。このバリエーションでは、ボールに爪楊枝が添えられ、「ドーナツの穴のような味だが、潜在的なペプシが顕著である」と書かれている。シナモンシュガー、パウダーシュガー、ホイップクリームが添えられていた。